# La casa lobo
Pour plus de détails, voir Fiche technique et Distribution.
La casa lobo est un film d'animation chilien réalisé par Cristóbal León et Joaquín Cociña et sorti en 2018. Il a été écrit dans le cadre de la résidence NEF Animation à l'Abbaye royale de Fontevraud. Le film a obtenu la mention du jury au festival d'Annecy 2018.
Il s'inspire de la colonie Dignidad.

## Synopsis
Maria s'enfuit d'une colonie allemande et se réfugie dans une maison dans le sud du Chili.

## Fiche technique
- Titre : La casa lobo
- Réalisation : Cristóbal León et Joaquín Cociña
- Scénario : Cristóbal León, Joaquín Cociña et Alejandra Moffat
- Animation : Cristóbal León, Joaquín Cociña et Natalia Geisse
- Montage :
- Musique :
- Production : Niles Atallah et Catalina Vergara
- Sociétés de production : Diluvio Films et Globo Rojo Films
- Société de distribution : Interior13 Cine
- Pays d’origine :  Chili
- Langues originales : espagnol et allemand
- Format : couleur - 1,50:1
- Genre : Animation, drame et horreur
- Durée : 75 minutes
- Dates de sortie :
  - Allemagne : 22 février 2018 (Berlin)
  - France : 11 juin 2018 (FIFA 2018)

## Distribution
Voix originales :
- Amalia Kassai : Maria
- Rainer Krause : Wolf